# Niaogo
Niaogo ist sowohl eine Gemeinde (französisch commune rurale) als auch ein dasselbe Gebiet umfassendes Departement im westafrikanischen Staat Burkina Faso in der Region Centre-Est und der Provinz Boulgou. Die Gemeinde hat in 8 Dörfern 19.901 Einwohner, in der Mehrzahl Bissa.
Niaogo gehört zum mit Ladenburg verbundenen Partnerschaftsgebiet um Garango.

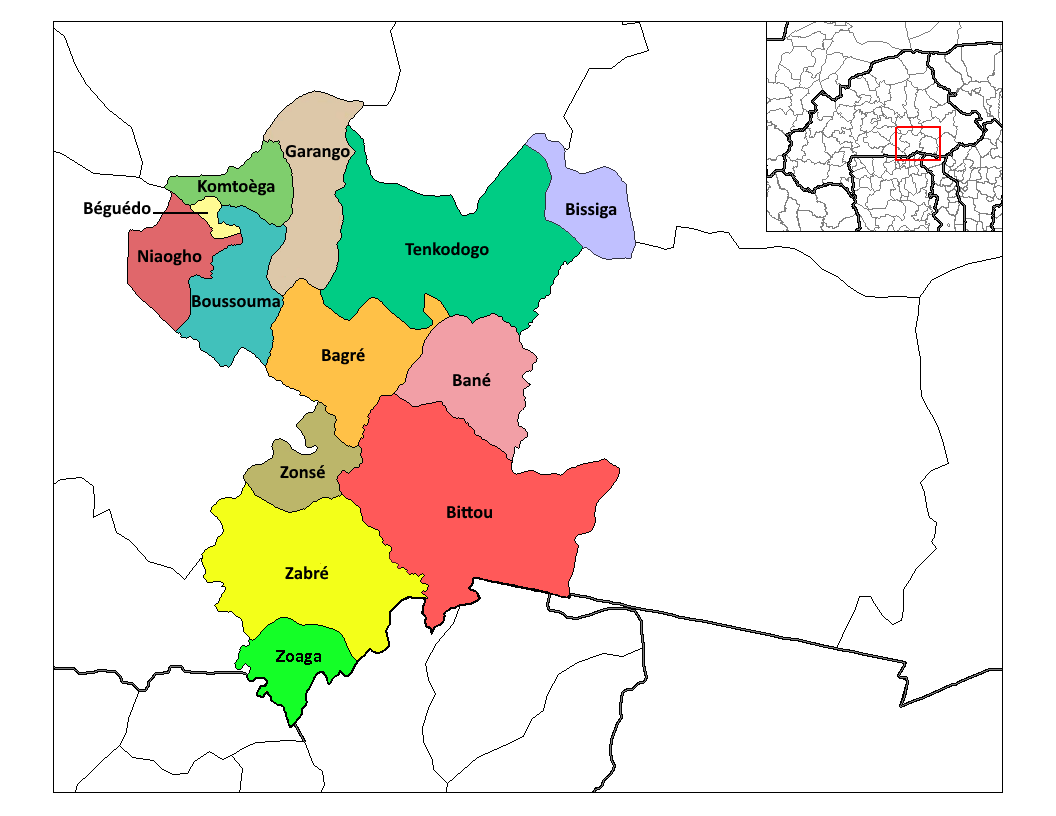
Lage von Niaoga in der Provinz Boulgou